# جون كونبوي
جون كونبوي (بالإنجليزية: John Conboy)‏ هو كاتب سيناريو أمريكي، ولد في 18 مارس 1934، وتوفي في 19 يناير 2018.